# Messier 83
A Messier 83 (más néven M83, NGC 5236 vagy Déli Szélkerék-galaxis) egy spirálgalaxis a Hydra (Északi Vízikígyó) csillagképben.

## Felfedezése
Az M83 galaxist Nicolas-Louis de Lacaille fedezte fel 1752. február 23-án. Charles Messier 1781. február 17-én katalogizálta.

## Tudományos adatok
Egy kisebb fizikai galaxiscsoport, az M83 csoport tagja. Eddig hat szupernóvát figyeltek meg a galaxisban:
- SN 1923A
- SN 1945B
- SN 1950B
- SN 1957D
- SN 1968L: I típusú szupernóva
- SN 1983N

A legutóbbi megfigyeléseknek sikerült az M83 galaxis peremvidékein, a galaxismagtól igen távol, a spirálkarokban is fiatal csillagokat azonosítani.